# Mlýnský rybník (Motolský potok)
Mlýnský rybník je vodní nádrž nacházející se v údolí Motolského potoka mezi Plzeňskou ulicí a Krematoriem Motol v Praze 5 - Motole, poblíž přírodní památky Kalvárie. Rybník je napájen Motolským potokem a vznikl za účelem zadržování jeho vody pro mlýn nacházející se v podhrází.

## Historie
Stáří původního rybníka není zcela jasné, vybudován byl pravděpodobně na konci 16. století spolu s přilehlým Tomanovským mlýnem, současnou podobu a obdélníkový tvar však získal v souvislosti s výstavbou a rozšíření přilehlé silnice a zatrubněním Motolského potoka. Rybník následně dlouhá desetiletí chátral, až v něm na začátku 21. století nebyla téměř žádná voda. V roce 2008 byla provedena jeho celková rekonstrukce, kdy došlo mj. k částečné přeměně kolmých břehů na pozvolnější a jejich osázení vegetací. Rybník také získal nový přeliv a původní betonový stupeň byl nahrazen kamenným vodopádem.

## Ekologie
Z přírodního hlediska se nejedná o zvláště významnou lokalitu. Z obojživelníků se zde vyskytuje skokan zelený a ropucha obecná, z plazů užovka obojková, z ptáků např. kachna divoká. Rybník slouží také k extenzivnímu chovu ryb, zejména násady kapra obecného a lína. Na podzim probíhá pravidelně výlov.

## Technická data
- Katastrální území: Praha 5 – Motol
- Vodní tok: Motolský potok
- ČHDP: 1–12–01–0224
- Typ nádrže: boční
- Účel nádrže: krajinotvorný a chov ryb
- Plocha hladiny: 1 062,5 m2
- Objem nádrže: 905 m3
- Typ vzdouvací stavby: sypaná zemní hráz
- Vlastník: Hlavní město Praha
- Správa: Lesy hlavního města Prahy

## Galerie

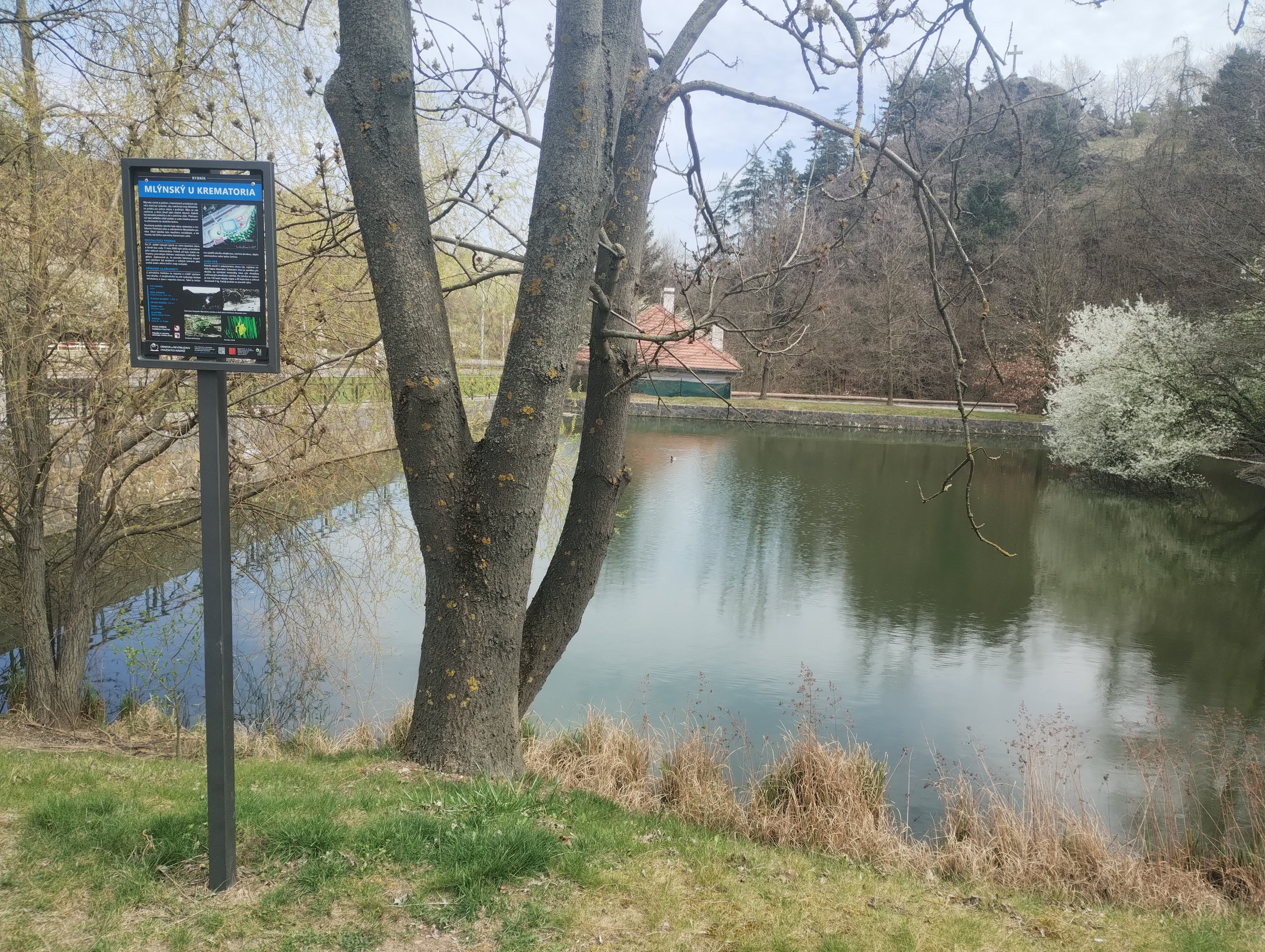
Mlýnský rybník
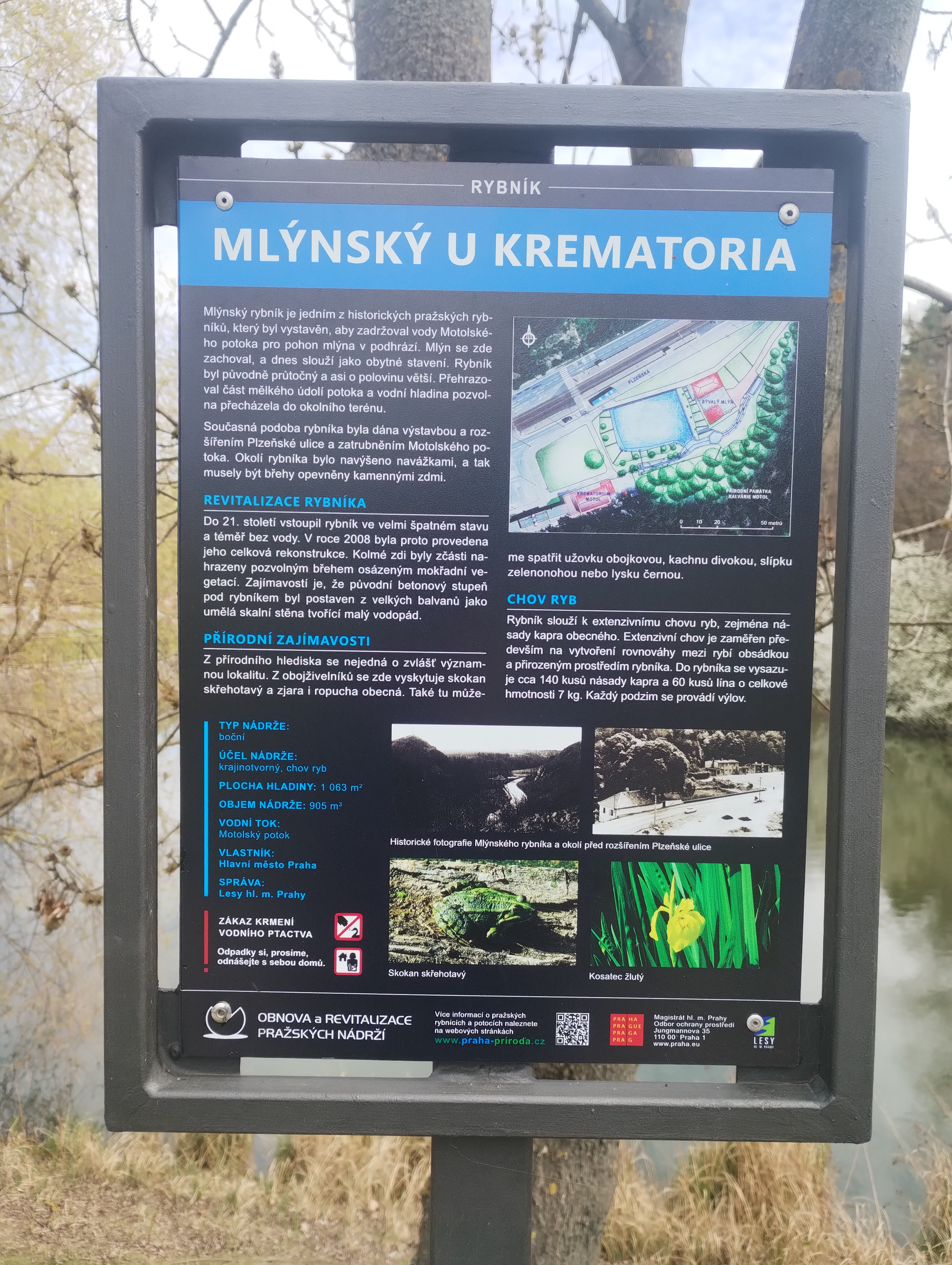
Informační tabule u Mlýnského rybníka
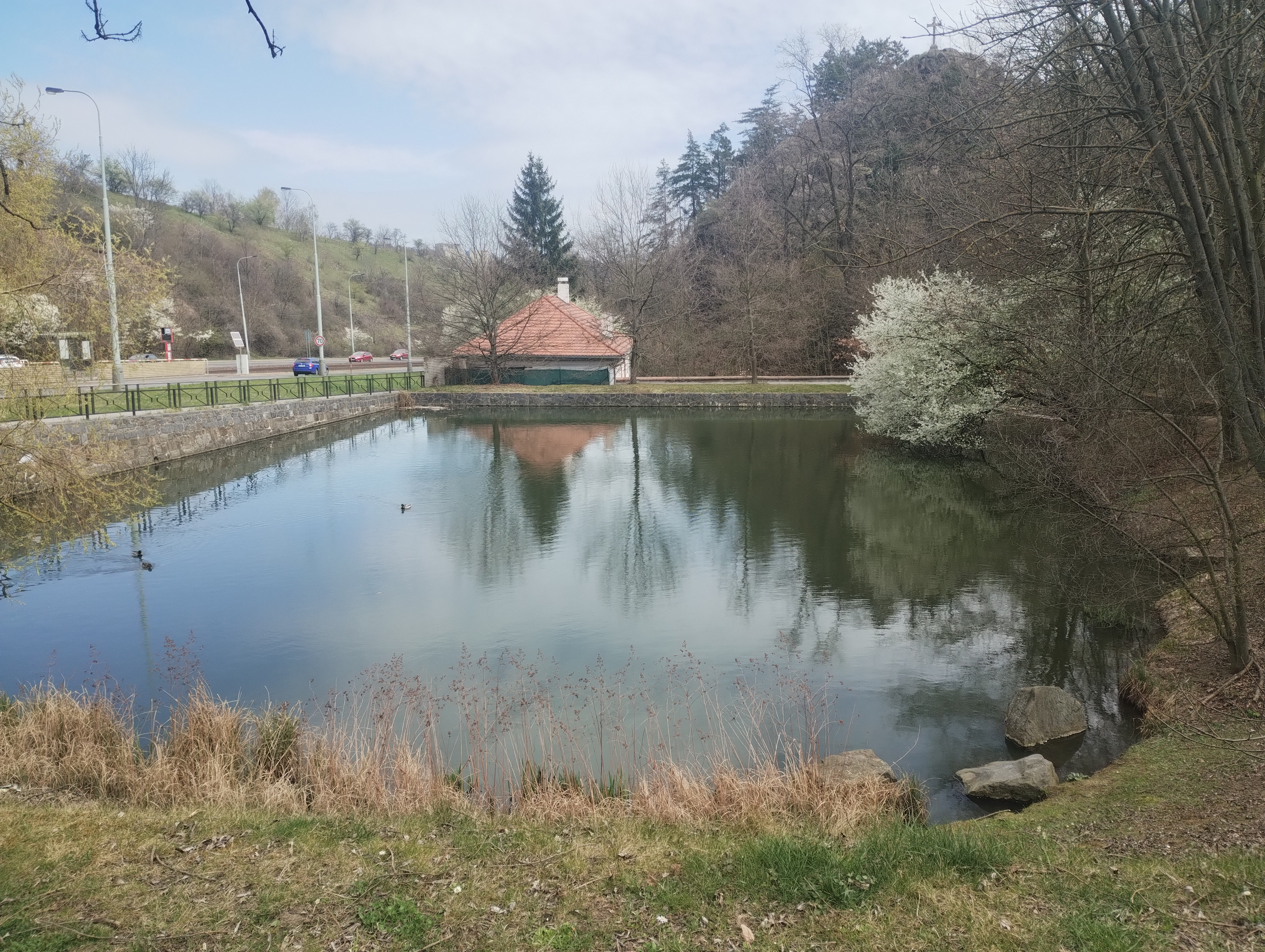
Mlýnský rybník a Maltézský mlýn